# Mario Mazza (acteur)
Mario Mazza né à San Giovanni a Teduccio quartier de Naples le 12 décembre 1895 et mort à Città della Pieve le 20 septembre 1973 est un acteur italien,.

## Filmographie partielle
- 1930 : Néron d' Alessandro Blasetti
- 1931 : Resurrectio d'Alessandro Blasetti
- 1937 : 
  - Le Féroce Saladin (Il feroce Saladino) de Mario Bonnard
  - Gatta ci cova de Gennaro Righelli
- 1938 : 
  - Ettore Fieramosca d' Alessandro Blasetti
- 1939 : 
  - Terre de feu (Terra di fuoco) de Giorgio Ferroni et Marcel L'Herbier
  - Terra di nessuno de Mario Baffico
  - Cose dell'altro mondo de Nunzio Malasomma
  - Une aventure de Salvator Rosa (Un'avventura di Salvator Rosa) d'Alessandro Blasetti
- 1940 : 
  - Fanfulla da Lodi de Giulio Antamoro et Carlo Duse
  - Fortuna (it) de Max Neufeld
  - Don Pasquale de Camillo Mastrocinque
  - La fanciulla di Portici de Mario Bonnard
- 1941 : Michel-Ange de Caravage, le peintre maudit (Caravaggio, il pittore maledetto) de Goffredo Alessandrini
- 1950 :
  - Benvenuto, reverendo! de Aldo Fabrizi
  - Vogliamoci bene! de Paolo William Tamburella
- 1952 :
  - Cani e gatti de Leonardo De Mitri
  - Les hommes ne regardent pas le ciel (Gli uomini non guardano il cielo) d'Umberto Scarpelli
  - Altri tempi d' Alessandro Blasetti
- 1953 : Anni facili de Luigi Zampa
- 1954 : 
  - Il cardinale Lambertini de Giorgio Pàstina
  - Femmes libres (Una donna libera) de Vittorio Cottafavi
- 1955 : Non scherzare con le donne de Giuseppe Bennati
- 1956 : 
  - L'angelo del peccato de Leonardo De Mitri et Vittorio Carpignano
  - Mio figlio Nerone de Steno
- 1959 : 
  - Esterina de Carlo Lizzani
  - La grande guerre de Mario Monicelli
- 1961 : Gli scontenti de Giuseppe Lipartiti[3].